# ROIR
ROIR (pronuncia-se "roar"), ou Reach Out International Records, é uma gravadora localizada em Nova York fundada em 1979 por Neil Cooper. 
A maior parte do catálogo da ROIR no começo era preenchido por bandas de punk rock e por lançamento de bandas no wave, mas a gravadora se ramificou para outros gêneros musicais incluindo música industrial, rock gótico e, especialmente, dub reggae. 
Nos seus primeiros anos, a gravadora usava o formato de K7 exclusivamente, mas a maior parte de seu catálogo agora é agora está disponível em CD e LP. 
Em 1982, a ROIR relançou sua coletânea New York Thrash, documentando a cena punk hardcore na área metropolitana de Nova York.
Em 1984, lançou a coletânea World Class Punk, com 27 bandas de hardcore punk de 27 países, incluindo a banda brasileira Ratos de Porão.
Essa gravadora foi notável nos seus primeiros anos, lançando bandas como Bad Brains, Beastie Boys (ainda na fase punk/hardcore), Einstürzende Neubauten, Flipper, MC5, New York Dolls, Television, Lee 'Scratch' Perry e The Skatalites.